# Український національний комітет

Печатка УНК

Український Національний Комітет (УНК) — політико-громадський центр, який було утворено у жовтні — листопаді 1944 в Німеччині з метою відстоювати перед німецькою владою українські інтереси. Виникнення УНК уможливила тактична зміна німецької політики щодо Східної Європи і звільнення з ув'язнення українських політичних діячів (А. Мельника, С. Бандери й ін.). Крім них, активну участь у творенні УНК взяли президент УНР в екзилі А. Лівицький, Український Громадський Комітет (організація українців з Центральних і Східних Земель) й УЦК. На виникнення УНК мав вплив той факт, що в порозумінні з німцями було створено Комітет визволення народів Росії під проводом генерала А. Власова, який намагався репрезентувати всю антибільшовицьку еміграцію з СРСР.
За згодою всіх українських угруповань УНК очолив генерал П. Шандрук, заступниками голови були В. Кубійович і О. Семененко, а секретарем П. Терещенко. Німецькі кола спершу не визнавали УНК, бажаючи, щоб УНК був підпорядкований А. Власову, на що українці не погодилися. Лише 12.3.1945 райхсміністр А. Розенберґ від імені німецького уряду визнав УНК як єдине українське політичне представництво і погодився, щоб усі українські військові формування, що діяли в складі німецьких збройних сил (Українське Визвольне Військо, Дивізія «Галичина») об'єдналися під проводом УНК. Президія УНК видала відозву до українського народу і 17.3.1945 призначила генерала Шандрука командиром Української Національної Армії (УНА). Шандрук 25.4.1945 на фронті прийняв від вояків дивізії «Галичина» присягу на вірність українському народові й включив її до складу УНА як першу Українську дивізію.
Функцію місцевих організацій УНК виконували клітини УЦК, а його органом став щоденник «Український Шлях» у Відні (нова назва «Краківських Вістей»; вийшло 5 чисел). Через воєнні події і розпад Німеччини УНК ширшої діяльності не розгорнув.

## Інші утворення з такою ж назвою
В 50-60-х  рр. діяла дисидентська організація УНК з такою ж назвою. А  2008 р. існує ще одне УНК як міжрегіональна асоціація МГО.